# Fiat 1900
Der Fiat 1900 war ein Modell des Automobilherstellers Fiat, das von 1952 bis 1958 produziert wurde.

## Fiat 1900

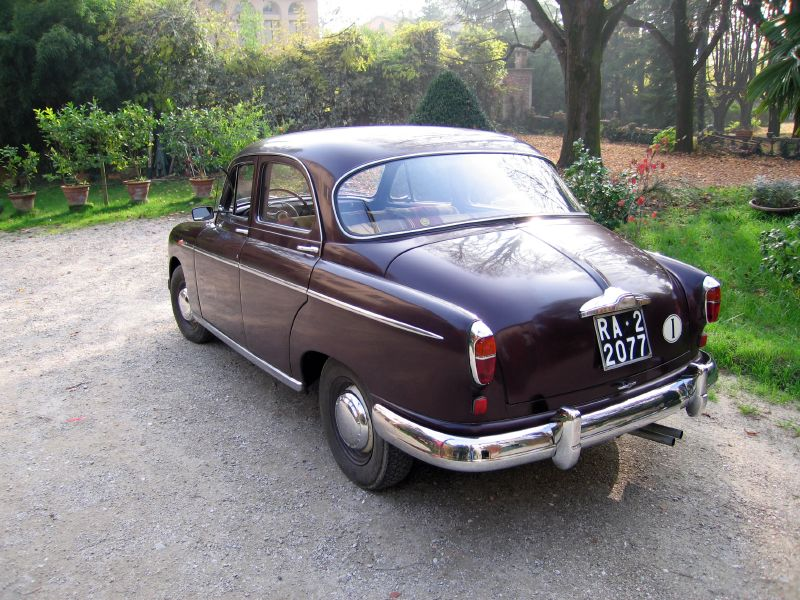
Heckansicht der 1900 A Limousine

Ende der 1940er-Jahre verfügte Fiat als einer der wenigen Hersteller Europas bereits über ein umfangreiches Modellprogramm, das unterschiedliche Marktsegmente vom Kleinwagen (500 C) bis zur Mittelklasse (1500) abdeckte. Die Oberklasse Italiens war aber nur von Mitbewerbern wie Alfa Romeo und Lancia besetzt. Vittorio Valletta, seit 1939 Geschäftsführer des Herstellers, entschied, diese Lücke zu schließen. Hintergrund war seine Idee, mit einem großen Wagen neben dem heimischen auch den US-amerikanischen Markt zu bedienen. Durch die vielen dort lebenden Italiener vermutete er ein ausreichendes Absatzpotential, das durch den Fiat 1900 erschlossen werden sollte.
Der Fiat 1900 wurde 1952 offiziell präsentiert. Letztlich war er eine Weiterentwicklung des im März 1950 erschienenen 1400. Die Form und das Fahrwerk des Schwestermodells brauchten wenig Überarbeitung, um Luxus-Niveau zu erreichen. Daher übernahm der 1900 weitgehend Karosserie und Technik des 1400. Auffällig war nur ein modifizierter Kühlergrill mit integrierten rechteckigen Blinkern.
Auch der wassergekühlte 4-Zylinder-Reihenmotor wurde übernommen. Der Hub wurde von 66 mm auf 90 mm vergrößert, was 1901 cm³ Hubraum ergab mit zunächst 42,5 kW, später dann 44 kW. Im Versuchsbetrieb führte diese Leistungssteigerung zu Vibrationen bei höheren Drehzahlen. Fiat begegnete diesem Problem mit dem Einbau einer hydraulischen Kupplung und eines 5-Gang-Getriebes mit einem länger übersetzten fünften Gang. In diesem „Schongang“ wurde die Höchstgeschwindigkeit nicht erreicht, aber wegen der kleineren Drehzahl lief der Motor ruhiger. Das Fahrzeug hatte eine Lenkradschaltung. Der erste Gang war nur bei starker Belastung oder am Berg nötig. Die hohe Elastizität des Motors war im vierten Gang spürbar, der von etwa 30 bis zur Höchstgeschwindigkeit von 130 km/h eingelegt bleiben konnte.
Der Innenraum des 1900 war aufwendig im Stil amerikanischer Fahrzeuge gestaltet und reichhaltig ausgestattet. War das Fahrzeug außen zweifarbig, fanden sich beide Farben auch in der Lackierung des Armaturenbretts wieder. Die Instrumenteneinheit umfasste eine Uhr, Tank- und Öldruckanzeige sowie Warnleuchten für die Wassertemperatur und Ladespannung. Der Tachometer hatte einen Tageskilometerzähler und bot die Möglichkeit, die durchschnittliche Fahrtgeschwindigkeit zu kalkulieren. Später wurde er durch eine klassische Variante ersetzt. Durch eine veränderte Rückbank war das Platzangebot wenige Zentimeter im Vergleich zum 1400 größer.
Außer der viertürigen Limousine kam mit dem Fiat 1900 Granluce gleichzeitig auch ein zweitüriges Hardtop-Coupé in den Verkauf. Außerhalb Italiens trug es die Bezeichnung Grand Vue. Es basierte auf dem 1400 Cabriolet, hatte mit diesem aber nur die Türen gemeinsam, die mit ihrer überdurchschnittlichen Breite von 1360 mm den Fondgästen ein bequemes Einsteigen ermöglichten. Gegenüber der Limousine hatten die Stylisten das Dach um 7 cm abgesenkt und mit einer dreiteiligen Panoramaheckscheibe versehen. Das Coupé hatte keine B-Säule; die hinteren Seitenscheiben waren versenkbar. Äußerlich fielen größere Stoßstangen, eine veränderte Heckpartie und ein anderer Kühlergrill mit runden Nebelscheinwerfern auf. Serienmäßig gab es ein Autoradio des Typs Autovox RA 15. Die Antenne konnte mit einer kleinen Kurbel im Fußraum des Fahrers aus- und eingefahren werden.
Mit 1 750 000 Lire für die Limousine und 2 150 000 Lire für das Coupé in Italien bzw. 11 000 und 16 000 DM in Deutschland lagen die Preise deutlich über den anderen Fahrzeugen Fiats, aber knapp unter dem, was für vergleichbare Wagen der Wettbewerber verlangt wurde. Da es dem 1900 im Vergleich aber an Ausstrahlung und Renommee mangelte, blieben die Verkaufszahlen gering. Deswegen wurde der Wagen nicht in die USA exportiert.
Speziell für die italienische Polizei produzierte Fiat eine Kleinserie, die als 1900 Torpedo Veloce bezeichnet wurde. Hierbei handelte es sich um nichts anderes als um das 1400 Cabriolet, ausgestattet mit dem leistungsstärkeren 1900-Motor und klassischer Kraftübertragung. Diese Version war maximal 135 km/h schnell.
Bis zur Einführung des Fiat 1900 A wurden von allen drei Modellvarianten zusammen etwas mehr als 10 000 Einheiten gebaut.

## Fiat 1900 A
1954 wurde die Modellreihe leicht überarbeitet und hieß jetzt 1900 A. Die Limousine folgte damit im Wesentlichen den schon beim 1400 vorgenommenen Änderungen. Im Innenraum erfolgten viele Detailverbesserungen. Am auffälligsten war die neu gestaltete Armaturentafel. Außen war vor allem die vergrößerte Heckscheibe erwähnenswert. Die vorderen Kotflügel waren neu geformt und mit größeren Scheinwerfern versehen. Der Frontgrill fand wieder eine Überarbeitung, nach der nun zwei runde Nebelscheinwerfer mittig integriert waren. Neue Radkappen und Zierleisten komplettierten die optischen Retuschen. Durch eine Verdichtungserhöhung von 6,7:1 auf 7,5:1 sowie Modifikationen am Doppelvergaser stieg die Leistung auf 51 kW bei 4 500/min. Eine Vergrößerung des Tanks von 48 auf 55 l sowie eine Verbrauchsoptimierung von 11,5 auf 10,5 l/100 km brachte die von den Kunden gewünschte Erhöhung der Reichweite.
Der Granluce erhielt die gleichen Überarbeitungen, allerdings gab es hier wieder eine eigene Kühlergrillvariante. Rechteckige Nebelscheinwerfer waren unterhalb der Scheinwerfer integriert. Ferner wurde die Panoramascheibe vergrößert.
Eine Neuauflage des 1900 Torpedo Veloce erfolgte nicht. Insgesamt kam die zweite Serie auf 7 027 Fahrzeuge.

## Fiat 1900 B

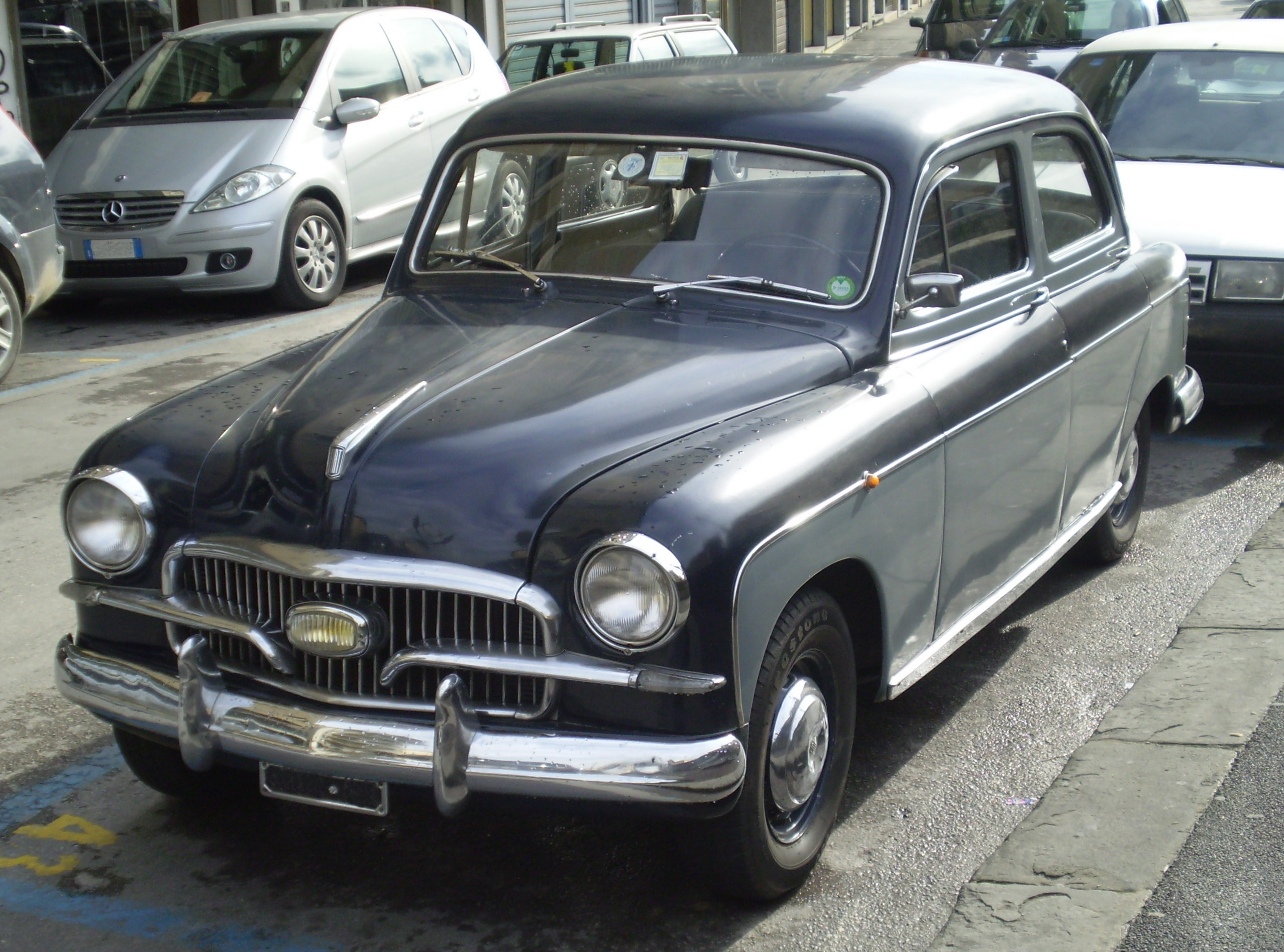
Fiat 1900 B Limousine

Die Ablösung durch den 1900 B erfolgte 1956.
Für die Limousine gab es nur wenige Veränderungen. Erneut kam ein modifizierter Kühlergrill zum Einsatz, in dessen Mitte nun ein einzelner Nebelscheinwerfer saß. Für den Granluce blieb es bei zwei Nebelleuchten, diese waren aber hier im Unterteil des Grills angeschlagen. Die Kotflügel insgesamt waren im Vergleich zur Limousine anders gestaltet. Sie besaßen jetzt kleine gewölbte Überhänge oberhalb der Scheinwerfer.
Auch das Heck und die Stoßstangen wurden verändert. Der Innenraum erhielt gemäß dem zeitgenössischen Geschmack farblich abgesetzte Elemente und es wurde ein Bandtacho eingeführt.
Beide Varianten profitierten von einer gesteigerten Motorleistung. Sie lag nun bei 59 kW bei einer Höchstgeschwindigkeit von 145 km/h. 
Für die dritte Serie fanden sich noch ca. 2 500 Käufer. Daher endete Ende 1958 die Produktion des 1900. Insgesamt war Fiats Vorstoß in die automobile Oberklasse mit ungefähr 20 000 hergestellten Fahrzeugen eher mäßig erfolgreich.

## Fiat 1900 in Österreich
Kurz nach seiner Präsentation in Italien kam der 1900 in Österreich 1953 über die Firma Steyr auf den Markt, mit der eine Kooperation auf Basis eines Assemblingvertrages bestand. Einziger Unterschied neben den Fiat-Steyr-Emblemen war der Einbau eines 2-l-Steyr-Motors, der mit 48 kW bei 4000/min stärker und drehfreudiger war. Dementsprechend wurde das Fahrzeug auch als Steyr 2000 vertrieben. Erhältlich waren sowohl die Limousine wie das Coupé Grand Vue. Planungen ein eigenes Cabrio zu realisieren versandeten in der Planungsphase.
Da keine technischen Veränderungen vorgenommen wurden, verfügte der Steyr auch über die hydraulische Kupplung des 1900, die hier nicht zwingend notwendig war, aber spürbar der Komfortsteigerung diente. Angeboten wurde aber auch als Steyr 2000 Standard eine Variante mit normaler Kupplung aus dem Fiat 1400.